# 莫倫 (總督)
莫倫 （希臘語 Moλων; ?—前220年）為塞琉古帝國國王安條克三世在位時的將軍，並被任命為米底總督。當前223年安條克三世即位，他分別任命莫倫和莫倫的兄弟亞歷山大為帝國重要行省的總督，但莫倫他們相當厭惡安條克的權臣赫米亞斯，而聯手發動叛亂，莫倫還自立為國王。
起初，安條克三世派遣兩位將軍去討伐叛軍，但無力阻止叛亂擴大。莫倫建立一支龐大的大軍，進一步掌控底格里斯河以東的地區，雖然在渡河西進的計畫中遭到挫敗，但莫倫成功對來討伐的將軍塞諾塔斯設下圈套，徹底擊敗塞諾塔斯急進的大軍。如此一來莫倫成功渡河占領塞琉西亞，並奪取整個巴比倫尼亞和美索不達米亞，迫使安條克三世不得不親自率領大軍平亂。安條克在努賽賓過冬後，於前220年渡過底格里斯河，而莫倫和亞歷山大從巴比倫出發前往交戰，安條克三世在阿波羅尼亞戰役中成功突破莫倫軍左翼，而獲得決定性勝利。
自知失敗的莫倫為免遭受敵人的羞辱，自己結束生命，但安條克三世或可能是赫米亞斯仍命令把莫倫的屍首釘在十字架上。